# Überflutung der Linthebene

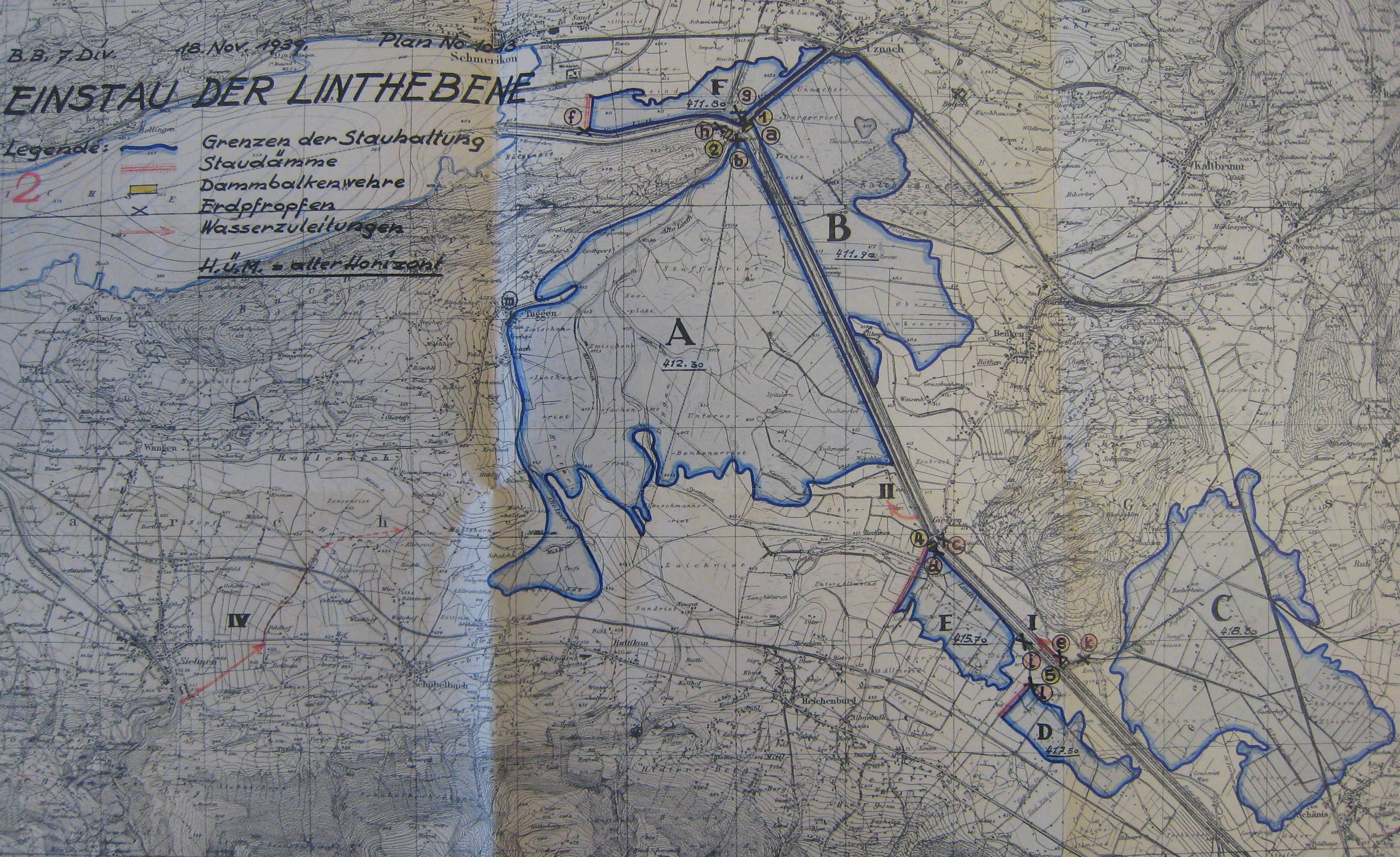
Plan zum Einstau der Linthebene vom 18. November 1939

Die Überflutung der Linthebene war Teil der militärischen Verteidigungslinie der Schweizer Armee im Zweiten Weltkrieg gegen einen gegnerischen Einfall von Norden. Die geplante Überschwemmung (Inundierung, franz. inondation) und Versumpfung hätte den mittelalterlichen Tuggenersee zwischen Uznach, Giessen, Schübelbach und Tuggen sowie drei kleinere Seen zwischen Benken-Giessen und Schänis entstehen lassen.

## Strategische Bedeutung

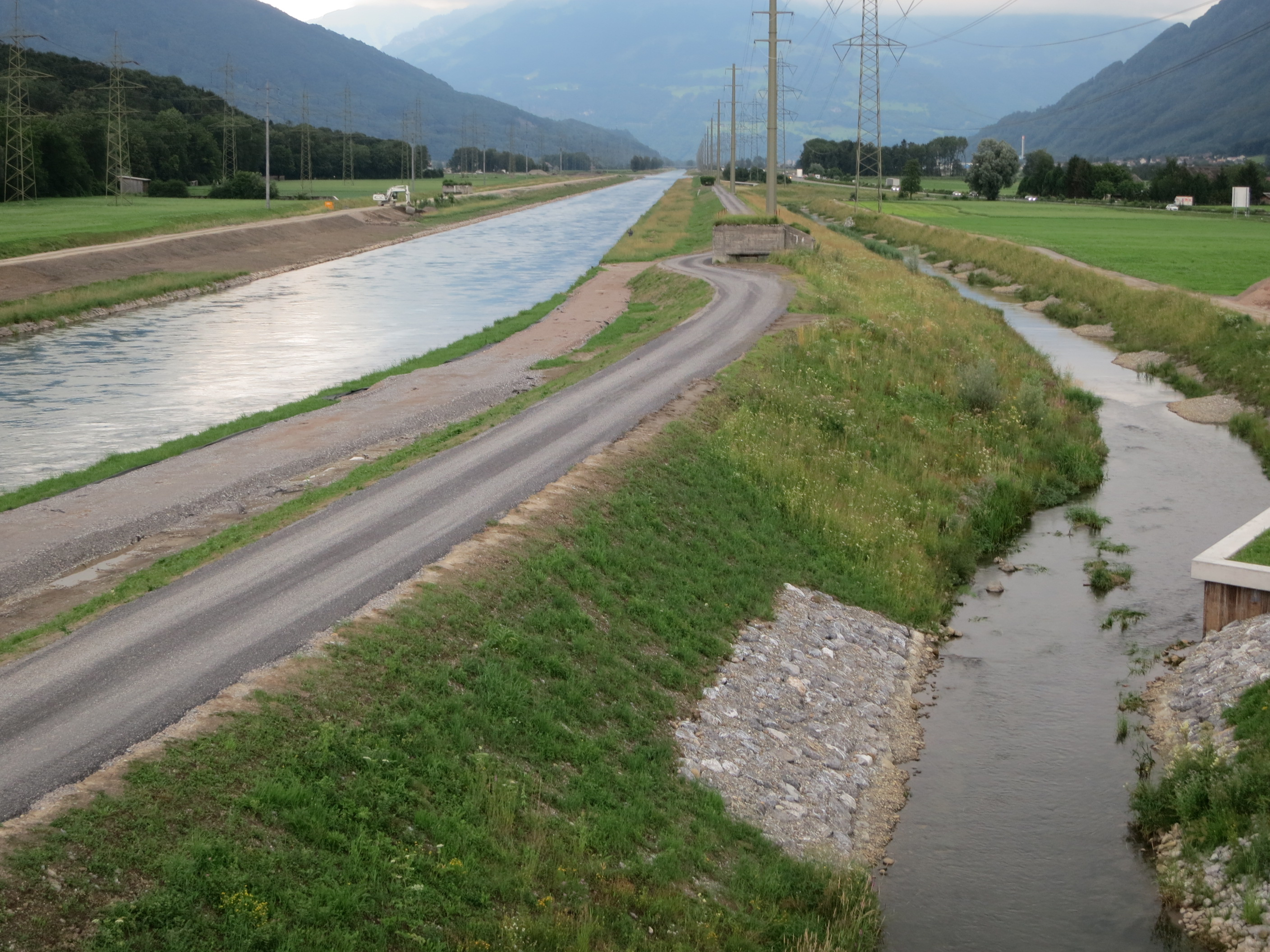
Bunker entlang der Linth (Richtung Walensee), Benkner Büchel links

Die Linthebene war eine bevorzugte Einfallsachse im Rahmen des deutschen Operationsentwurfs gegen die Schweiz für mechanisierte Verbände und Luftlandetruppen, weil sie den Zugang in das Becken von Schwyz und Richtung Gotthard ermöglichte sowie den Eingang zum Glarnerland und den drei Alpenübergängen Pragel-, Klausen- und Kistenpass bildete. Sie spielte im Verteidigungsdispositiv der Armee als Teil der Limmatstellung und ab Juli 1940 als Nordgrenze/Vorstellung der Front des Reduit eine bedeutende Rolle. Sie sollte bis zum Äussersten gehalten werden.
Bereits vor Kriegsausbruch wurde diese wichtige strategische Bedeutung erkannt und Studien über eine mögliche Flutung erstellt, um Panzervorstösse und taktische Luftlandungen in der Linthebene zu verhindern. Am 30. Oktober 1939 befahl General Guisan den unverzüglichen Bau der Stauanlagen und genehmigte einen Kredit von 200.000 Franken für die Überschwemmungsvorbereitungen. 
Die Linthstellung der 7. Division umfasste neben der Stauanlage auch die beiden Brückenköpfe und Infanteriefestungen Grynau und Möslifluh beim Benkner Büchel sowie zahlreiche Tanksperren und Bunker entlang der Linth. Der 7. Division oblag auch die Bewachung und Verteidigung der Stauanlagen.

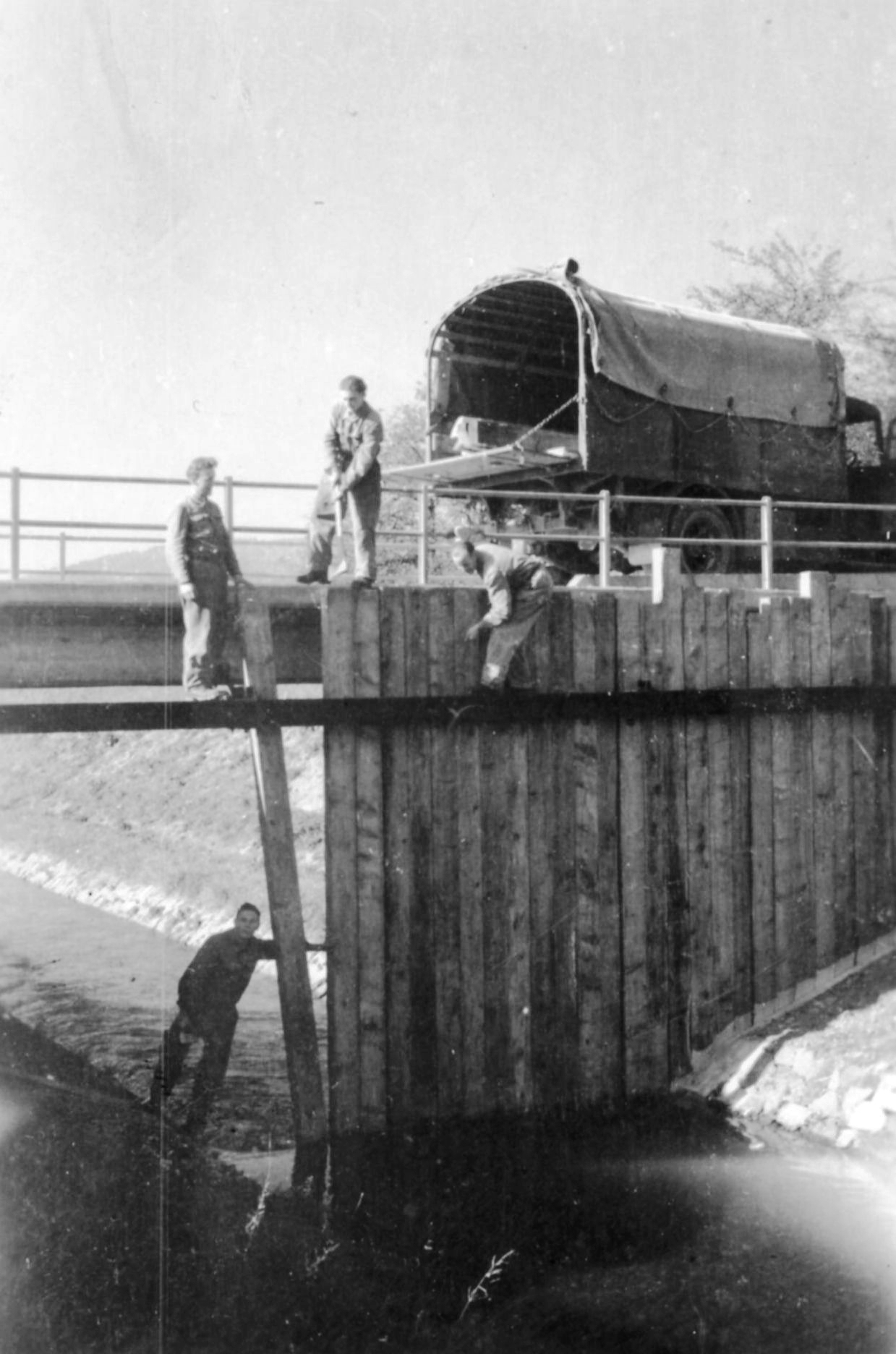
Einbringen von vorbereiteten Holzbohlen (Nadelwehr) an einer Hintergrabenbrücke

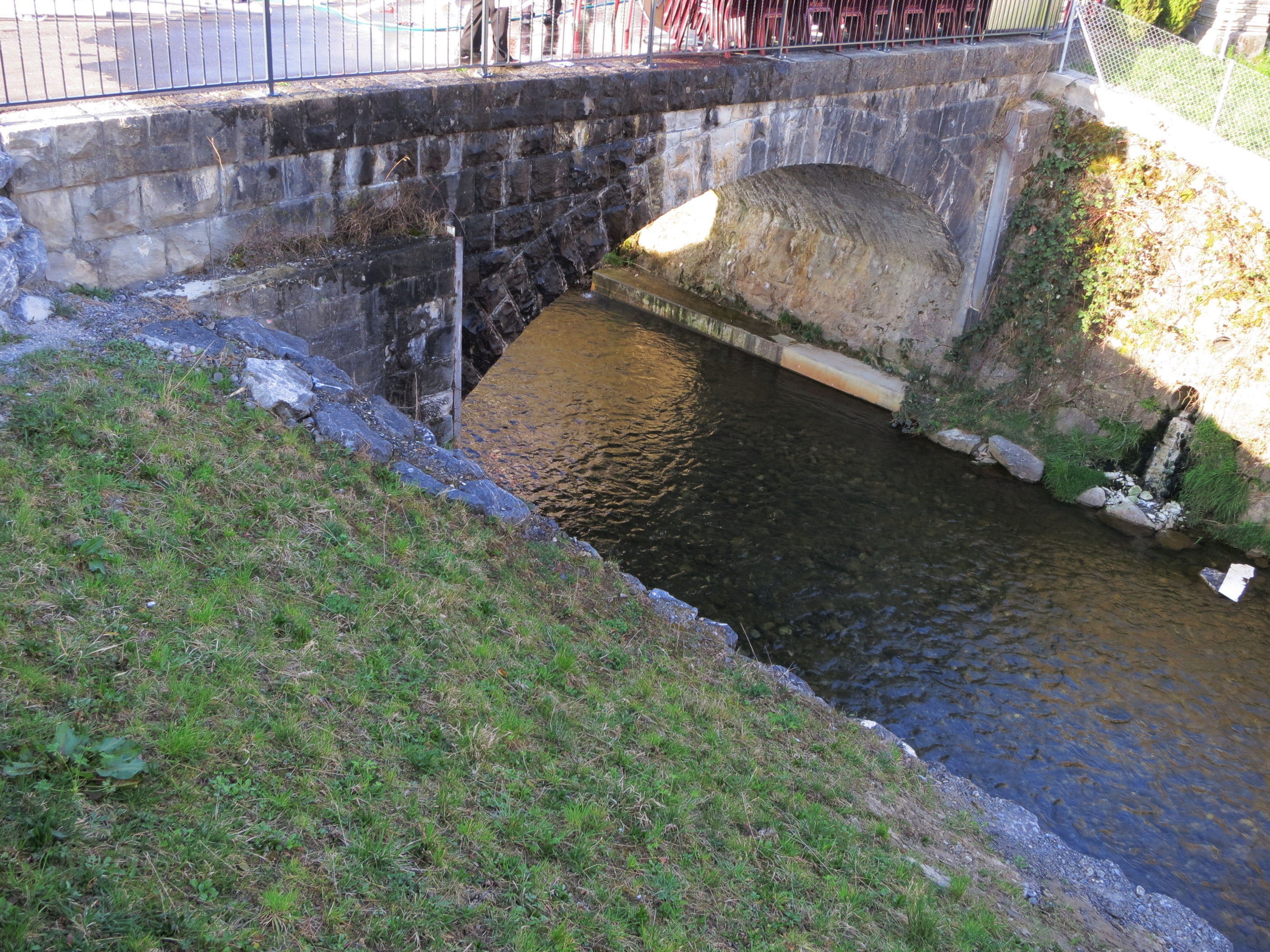
Vorrichtung für ein Dammbalkenwehr an der Hintergrabenbrücke beim Giessen, Benken SG

## Stauanlage
Während der ganzen Aktivdienstzeit waren zehn Mann der Sappeurkompanie II/34 mit den Wehrbauten beschäftigt. Die Stauanlage bestand aus Dämmen, Wehren, Durchlässen und Erdpfropfen. Mittels Erdpropfen, Nadel- und Dammbalkenwehre konnten die beiden Hintergrabenkanäle der Linth aufgestaut werden. Dies führte zu Überflutungen, einer allgemeinen Anhebung des Grundwasserspiegels und zur Versumpfung. So sollten Panzervorstösse und taktische Luftlandungen in der Linthebene verhindert oder erschwert werden. Die Nadelwehre bestanden aus einzelnen dicht aneinander gereihten Holzbohlen, den sogenannten Nadeln. Sie stützten sich unten gegen einen massiven Wehrunterbau und oben gegen Nadellehnen aus Metall an den Brücken, die das Einlassen und Versperren der Holzbohlen ermöglichten.
Die Durchlässe der Linth in die beiden Seitenkanäle (Hintergraben), die Hauptwehre im Sumpfauslauf, Giessen und Grynau waren baulich permanente Anlagen. Rund 40 kleine Stauvorrichtungen für den Lokalstau waren behelfsmässig ausgeführt worden. Für den Vorstau wurden sämtliche Wehre ohne Pfropfen eingebaut. 
1945 gab es 82 Wehre und Pfropfen. Das Festungswachtkorps musste die Einsatzbereitschaft der Hauptstauanlagen und wenigen Nebenanlagen sicherstellen. 
1974 entschied Generalstabschef Jakob Vischer auf die Überflutung zu verzichten.

## Stauorganisation
Um die Stauanlagen im Ernstfall betriebsbereit zu machen, benötigte man für die im Februar 1940 vorhandenen sechs Vorrichtungen für das Einfüllen von je 3000 m3 Material im Dreischichtbetrieb und einer dreitägigen Einfüllzeit rund 1800 Mann. 
Da die 7. Division diese Truppen nicht bereitstellen konnte, wurde von den Kantonen Schwyz und St. Gallen Hilfsdienstpflichtige aufgeboten und die Hilfsdienstdetachemente 1 SZ und 1 SG als Wehrtrupps mit einem Bestand von 230 Mann gebildet. Für den Vorstau wurden nur die Wehrtrupps zum Einbau der Nadeln und Dammbalken in die Nadel- bzw. Dammbalkenwehre, für den Ganzstau die Wehrtrupps und weitere 16 Hilfsdienstdetachemente aus den Kantonen Zürich und St. Gallen als Pfropfentrupps benötigt.
Beim Armeealarm „Fall Nord“ vom 15. Mai 1940 wurde die ganze Linthebene behelfsmässig gestaut.

## Anbauschlacht und Melioration
Mit der Linthkorrektion (1807–1822) konnten die bisherigen Überschwemmungen der Linthebene verhindert werden. Die Trockenlegung der versumpften Ebene durch Drainage erfolgte im Rahmen der Linthmelioration. Ein erstes Projekt, hervorgerufen durch die Lebensmittelknappheit im Ersten Weltkrieg, entstand 1921 auf der linksseitigen Linthebene. 1938 unterbreitete der Bundesrat ein Projekt zur Gewinnung von fruchtbarem Ackerland, das zugleich als Arbeitsbeschaffungsmassnahme zur Überwindung der Folgen der Weltwirtschaftskrise dienen sollte. 
Während des Zweiten Weltkriegs genoss die Erschliessung von zusätzlichem Land für die Landwirtschaft im Rahmen der Anbauschlacht eine hohe Priorität, um die Versorgung der von den kriegführenden Nachbarn eingeschlossenen Schweiz mit Nahrungsmitteln sicherzustellen.
Der behelfsmässige Stau vom Mai 1940 und die Vertiefung und Verbreiterung der beiden Hinterkanäle (Linthhintergraben) von 1941, die als Hauptvorfluter der Ebene dienten, führten auf beiden Seiten der Linth zu grossen Landwirtschaftsschäden. Der Verband der Grundbesitzer und die Regierungen St. Gallen und Schwyz beantragten beim Kommando des 4. Armeekorps, dass im Interesse des Mehranbaus die Linthsperren und Pfropfen bei der Grynau und die unterste Staueinrichtung im Läuferbach beseitigt werden sollten. 
Als Lösung dieses Interessenskonfliktes wurde der Vorschlag des Linthingenieurs Jaques Meier ab November 1942 verwirklicht: Die alte Linth wurde als Weiterführung des linksseitigen Hinterkanals bis zur Spettlinth ausgeweitet. Die ausgebauten Kanäle und Gräben konnten das Wasser aus der Ebene ableiten, womit der Anbau dieser Gebiete sichergestellt wurde und die Möglichkeit der Überflutung beibehalten werden konnte.